# U kamina
U kamina (У камина) è un film del 1917 diretto da Pёtr Ivanovič Čardynin.